# Белхороев, Руслан Курейшевич
Русла́н Куре́йшевич Белхоро́ев (род. 22 марта 1987) — российский борец греко-римского стиля, бронзовый призёр чемпионата Европы 2008 года в весовой категории до 66 кг. Мастер спорта России международного класса.

## Биография
В 2008 году Руслан Белхороев стал бронзовым призёром на чемпионате Европы в весе до 66 кг.
В 2010 году занял первое место в весе до 74 кг на Гран-при Иван Поддубный, проходившем в Тюмени. Руслан Белхороев, представлял Москву и Ямало-Ненецкий автономный округ. В финале при оглушительной поддержке болельщиков ему удалось уверенно справиться с Алексеем Ивановым из Новосибирска.
Летом 2013 года был дисквалифицирован на два года Федерацией спортивной борьбы России после того, как в крови спортсмена обнаружилось запрещённое вещество.

## Спортивное достижения
- Чемпионат России по греко-римской борьбе 2013 года — ;
- Гран-при Ивана Поддубного 2010 года — ;
- Гран-при Ивана Поддубного 2009 года — ;
- Чемпионат Европы по борьбе 2008 года — ;
- Чемпионат мира по греко-римской борьбе среди юниоров 2007 года — .
- Гран-при Ивана Поддубного 2006 года — ;